# Jasmin Gebele
Jasmin Gebele ist eine deutsche Journalistin und Reporterin, die seit 2014 für n-tv und RTL arbeitet. Sie ist vor allem bekannt für ihre Berichterstattung über europäische und internationale Politik. Seit Januar 2023 ist sie u. a. als EU-Korrespondentin für  RTL und n-tv im Einsatz.
Gebele wirkt als Journalistin und Reporterin an verschiedenen n-tv- und RTL-Formaten mit, darunter RTL Direkt, RTL Aktuell und Nachtjournal. Außerdem ist sie als (Co-)Moderatorin von Wahlsendungen zu Landtags- und Bundestagswahlen sowie der Formate Trendbarometer, Trendbarometer Spezial und Preisbarometer aktiv.

## Reportagen
Neben der Live-Berichterstattung von EU-Gipfeln in Brüssel sowie Nato-Gipfeln wirkt sie regelmäßig auch an Reportagen mit. So berichtete sie u. a. für die Sendung Auslandsreport 2018 von der „Our Ocean“-Konferenz in Bali über das Thema Plastikmüll in den Weltmeeren. Auch über die Situation von Flüchtlingen drehte sie mehrere Reportagen, u. a. in Calais und auf Malta. Live vor Ort berichtete sie von der Balkanroute an der belarussisch-polnischen Grenze sowie der türkisch-griechischen Grenze.
Jasmin Gebele lebt in Köln.